# 普尔沃斯拉夫·米哈伊洛维奇
普尔沃斯拉夫·米哈伊洛维奇（羅馬化：Prvoslav Mihajlović，1921年4月13日—1978年6月28日），塞尔维亚男子足球运动员。他曾代表南斯拉夫国奥队参加1948年夏季奥林匹克运动会足球比赛，获得一枚银牌。